# Gordon Vayo
Gordon Vayo (* 1988 oder 1989 in Connecticut) ist ein professioneller US-amerikanischer Pokerspieler.

## Persönliches
Vayo stammt aus Bloomington im US-Bundesstaat Illinois. Er besuchte die University High School in Normal. Inzwischen lebt er in San Francisco.

## Pokerkarriere

### Online
Vayo spielte von Juli 2006 bis Juli 2017 auf der Onlinepoker-Plattform PokerStars unter dem Nickname Holla@yoboy und erspielte sich in diesem Zeitraum mit Turnierpoker knapp 2,5 Millionen US-Dollar. Ende Mai 2017 gewann er ein Turnier der Spring Championship of Online Poker und erhielt aufgrund eines Deals mit vier anderen Spieler eine Siegprämie von knapp 700.000 US-Dollar. PokerStars verweigerte ihm jedoch die Auszahlung dieses Geldes und warf ihm vor, verbotenerweise per VPN aus den Vereinigten Staaten gespielt zu haben. Vayo gab an, von Kanada aus gespielt zu haben und verklagte Rational Entertainment Enterprises Limited (REEL). Nachdem REEL Vayo vorgeworfen hatte, Beweise manipuliert zu haben, zog dieser im November 2018 seine Klage zurück und wurde seinerseits von REEL verklagt, um für die entstandenen Anwalts- und Gerichtskosten von 280.000 US-Dollar aufzukommen.

### Live
Seit 2008 nimmt Vayo auch an renommierten Live-Turnieren teil.
Mitte April 2008 erreichte Vayo beim Main Event der European Poker Tour in Monte-Carlo die Geldränge und beendete das Turnier auf dem mit knapp 30.000 Euro dotierten 51. Platz. Im Juni 2011 war er erstmals bei der World Series of Poker (WSOP) im Rio All-Suite Hotel and Casino am Las Vegas Strip erfolgreich und kam bei einem Turnier der Variante No Limit Hold’em ins Geld. Bei der WSOP 2012 erreichte Vayo einen Finaltisch und insgesamt fünf Geldplatzierungen. Anfang Juni 2014 verpasste er nur knapp den Gewinn eines WSOP-Bracelets und beendete ein Six-Handed-Event hinter dem Belgier Davidi Kitai auf dem zweiten Platz für über 300.000 US-Dollar. Bei der WSOP 2016 kam Vayo achtmal ins Geld. Sein mit Abstand größter Erfolg war dabei das Erreichen der November Nine, dem Finaltisch des Main Events, der ab Ende Oktober 2016 ausgespielt wurde. Vayo ging mit dem drittgrößten Chipstack ins Rennen und beendete das Turnier hinter Qui Nguyen auf dem zweiten Platz. Dafür erhielt er sein bisher höchstes Preisgeld von über 4,5 Millionen US-Dollar. Im Vorfeld der November Nine gewann Vayo im September 2016 das Main Event der River Poker Series in Thackerville, Oklahoma, mit einer Siegprämie von knapp 600.000 US-Dollar. Seitdem blieben größere Turniererfolge aus. Seine bis dato letzte Live-Geldplatzierung erzielte er im Dezember 2019.
Insgesamt hat sich Vayo mit Poker bei Live-Turnieren über 6 Millionen US-Dollar erspielt.